# Consolidated B-24 Liberator
B-24 Liberator — американский тяжёлый бомбардировщик времён Второй мировой войны, разработанный фирмой Consolidated Aircraft Corporation.
30 марта 1939 года был заключён контракт с Армией США. Опытный образец совершил первый полёт 29 декабря 1939 года.
Бомбардировщик активно использовался на европейском театре военных действий Второй мировой войны.
Обычный по конструкции фюзеляж имел высоту, позволявшую оборудовать бомбовый отсек с вертикальной укладкой до 3632 кг бомб. Во время нанесения бомбового удара при открытии люков створки по роликовым направляющим втягивались внутрь фюзеляжа. Такая конструкция имела меньшее лобовое сопротивление по сравнению с обычными бомболюками.
Самолёт имел трёхопорное убирающееся шасси с носовой стойкой, а силовая установка включала четыре двигателя Пратт и Уитни R-1830-33 Туин Уосп.

## История создания

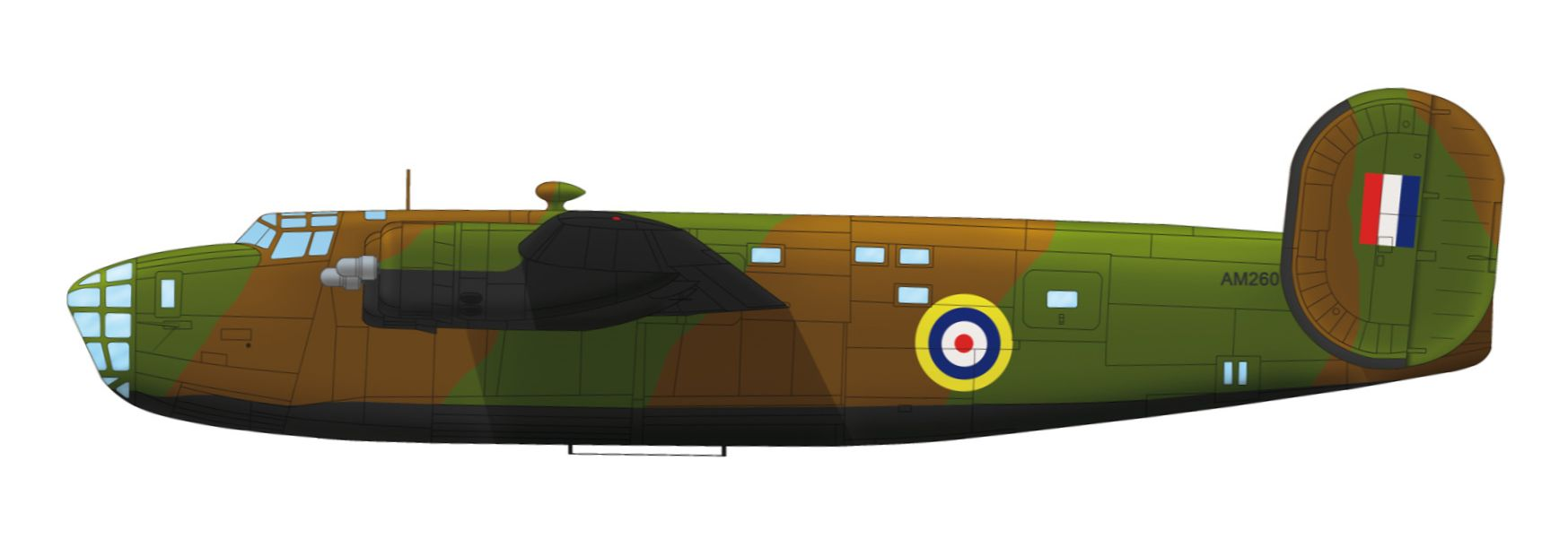
Consolidated LB-30A, AM260, Atlantic Ferry Command RAF

Разработка B-24 началась по заказу военно-воздушных сил США в 1938 году. Она входила в общую программу по расширению промышленного потенциала США для нужд ВВС.
В январе 1939 года от ВВС был официально оформлен заказ (спецификация C-212) на создание проекта бомбардировщика, который бы превосходил B-17 по всем основным характеристикам: дальность и скорость полёта, вооружение.
Контракт на создание прототипа был подписан в марте 1939 года с обязательным условием, что прототип будет полностью готов ещё до конца года. Создание прототипа было довольно просто на уровне концепции, однако на практике работы оказались трудоёмкими.
В сравнении с уже существовавшим B-17 разрабатываемый самолёт был короче и площадь крыльев меньше на 25 %. В то же время длина крыла была больше. Вместо 9-цилиндровых двигателей Райт R-1820 на прототипе применялись 14-цилиндровые двигатели Пратт-Уитни R-1830 мощностью в 1000 лошадиных сил. Прототип имел взлётный вес 32 тонны, что являлось одним из лучших показателей своего времени.
В разработке был применён ряд новых для американской авиапромышленности решений. В частности, впервые применялось трёхстоечное шасси, крыло конструкции Дэвиса. Характерной особенностью стало и наличие достаточно длинного хвоста самолёта.
Стендовые испытания в аэродинамической трубе показали, что самолёт обладает высокими лётными характеристиками.
Готовый прототип, получивший маркировку XB-24, поднялся в воздух 29 декабря 1939 года. Вслед за ним в 1940 году были изготовлены ещё 7 самолётов уже под маркировкой YB-24. Это стало подготовкой к началу серийного производства.
Первоначальный заказ на серийные самолёты составлял 36 штук для ВВС США, 120 для французских ВВС и 164 для ВВС Великобритании. Почти все первые построенные самолёты были поставлены в Англию, включая и те машины, что не были переданы Франции в связи с её капитуляцией в 1940 году.
Название «Либерейтор» (Liberator в переводе с англ. — «освободитель»), данное изначально англичанами, прижилось и в Америке, а позднее стало официальным наименованием самолётов этого типа.

## Производство
|       | 1     | 2     | 3     | 4     | 5     | 6     | 7     | 8     | 9     | 10    | 11     | 12      | Всего |
| ----- | ----- | ----- | ----- | ----- | ----- | ----- | ----- | ----- | ----- | ----- | ------ | ------- | ----- |
| 1940  |       |       |       |       |       |       |       | 1*    |       |       |        | 6       | 7     |
| 1941  |       |       | 2     | 6     | 12    | 9     | 1     | 19    | 27    | 30    | 30     | 33      | 169   |
| 1942  | 12    | 59    | 71    | 81    | 88    | 97    | 103   | 110   | 118   | 131   | 135    | 159     | 1164  |
| 1943  | 140   | 202   | 243   | 300   | 360   | 403   | 441   | 530   | 558   | 642   | 657    | 738     | 5214  |
| 1944  | 814   | 852   | 930   | 890   | 964   | 947   | 865   | 741   | 783   | 698** | 566*** | 469**** | 9519  |
| 1945  | 427   | 395   | 436   | 382   | 281   | 196   |       |       |       |       |        |         | 2117  |
| Всего | Всего | Всего | Всего | Всего | Всего | Всего | Всего | Всего | Всего | Всего | Всего  | Всего   | 18190 |

*XB-24B
**включая 1 XB-24N
***включая 1 F-7
****включая 4 F-7

## Модификации самолёта
| Модель                     | Описание | Изготовлено         |
| Для ВВС США                | Для ВВС США | Для ВВС США         |
| -------------------------- | --- | ------------------- |
| XB-24 (Модель 32)          | Разработан в 1938 году, как улучшение B-17, по заказу ВВС США. Первый прототип будущего бомбардировщика B-24. Поднялся в воздух в декабре 1939 года. | 1                   |
| YB-24/LB-30A               | Предсерийная версия самолёта. Шесть экземпляров под маркировкой LB-30A были отправлены в Англию. | 6                   |
| B-24                       | Предсерийная версия самолёта на базе XB-24. По сравнению с прототипом внесён ряд незначительных изменений в конструкцию. В войска данные машины не поступали и использовались исключительно в испытательных целях. | 7                   |
| B-24A/LB-30B               | B-24A был первой серийной версией B-24. По сравнению с прототипом была несколько улучшена аэродинамика. Некоторые машины поставлялись в Англию под маркировкой (LB-30B). Всего изготовлено 38 B-24 для США, 20 LB-30B для Королевских Воздушных Сил. | 58                  |
| XB-24B                     | По причине того, что исходный прототип XB-24 не достигал положенной по проекту максимальной скорости, моторы Пратт и Уитни R-1830-33 мощностью 1000 лошадиных сил были заменены на R-1830-41 с турбонагнетателем, мощность которых составляла 1200 лошадиных сил. Данное изменение позволило увеличить максимальную скорость на 59 км/ч по сравнению с исходным вариантом. | 1                   |
| B-24C                      | Является переделанным вариантом B-24A, использующим форсированные двигатели R-1830-41. Дополнительно были изменены обтекатели. Место заднего стрелка было улучшено путём установки новой турели с пулемётом калибра 12,7 мм. Также одна турель была добавлена в передней части фюзеляжа. | 9 переделано        |
| B-24D                      | Первый тип B-24, выпущенный действительно крупной серией. Производился с 1940 года по 1942. На самолёт устанавливались форсированные двигатели R-1830-43. Нижняя турельная установка была заменена на выносную турель шарового типа. | 2696                |
| B-24E                      | Незначительно изменённая версия B-24D. Изменения коснулись в первую очередь двигателей: установлены двигатели модели R-1830-65. В отличие от B-24D нижняя турельная установка была утоплена в фюзеляже самолёта. Данная модификация ВВС США применялась, преимущественно, для тренировочных полётов и испытания различных технологических решений. | 801                 |
| XB-24F                     | Прототип изготовленный для проверки системы борьбы с обледенением. | 1 переделан (B-24D) |
| B-24G                      | Установлена новая шаровая турельная установка. Три пулемёта калибра 12,7 мм в носовой части самолёта. Все машины данной серии были изготовлены в 1942 году. | 25                  |
| B-24G-1                    | Модификация отличалась установленной носовой турелью, вмонтированной вместо трёх пулемётов. | 405                 |
| B-24H                      | Поскольку основным уязвимым местом B-24 была передняя полусфера самолёт получил усиленную носовую турель Эмерсона вариант A-6. Компоновка самолёта была несколько пересмотрена для обеспечения возможности установки требуемой турели. Задний стрелок получил лучший обзор за счёт увеличения площади остекления. Также была смещена позиция верхнего стрелка для уменьшения вероятности его поражения в ходе воздушного боя. Всего в конструкцию самолёта внесено более пятидесяти изменений.                                          | 3100                |
| B-24J                      | В целом модификация мало чем отличалась от B-24H. Изменения коснулись оборудования: установлен новый автопилот и новый бомбовый прицел. | 6678                |
| XB-24K                     | Экспериментальный вариант самолёта с внесёнными изменениями в конструкцию фюзеляжа. Данный вариант обладал лучшей устойчивостью в полёте, чем иные версии B-24. Однако изменение конструкции самолёта было слишком дорого и требовало временных затрат, потому версия в серию не пошла. | 1 переделан (B-24D) |
| B-24L                      | Несколько облегчённая версия B-24J. Нижняя выносная шаровая турель заменена на вмонтированную в пол турель с двумя пулемётами калибра 12,7 мм. Также изменён тип задней турели: вместо A-6B устанавливалась M-6A. Некоторые поздние машины серии вообще не имели задней турели. Однако по прибытии в войска они устанавливались в полевых условиях силами технических служб. | 1667                |
| B-24M                      | Версия, основанная на B-24L. Турель в хвосте самолёта заменена на более лёгкую. За счёт внесения некоторых незначительных изменений в конструкцию увеличен обзор для стрелков. Последняя крупносерийная модификация B-24. | 2593                |
| XB-24N                     | Модификация B-24J с изменённым хвостовым оперением. Также установлены улучшенные варианты хвостовой и носовой турелей. Пока данная модификация самолёта проходила все стадии разработки и сборки Вторая Мировая уже закончилась и в этом самолёте отпала всякая необходимость. | 1                   |
| YB-24N                     | Предсерийная модификация XB-24N, предназначавшаяся для отработки различных технических вопросов. | 7                   |
| XB-24P                     | Модифицированная версия B-24D, выпущенная специально для тестирования систем управления огнём. | 1 переделан (B-24D) |
| XB-24Q                     | Модификация B-24L, использующая для наведения хвостовых турелей радарную систему. | 1 переделан (B-24L) |
| XB-41                      | Поскольку на ранних этапах войны при проведении бомбардировок в глубине вражеской территории бомбардировщики не имели истребительного прикрытия, было решено провести испытания тяжело вооружённого самолёта, основной задачей которого являлось прикрытие групп бомбардировщиков. Данная модель B-24 вооружалась четырнадцатью пулемётами калибра 12,7 мм. Машина была создана в 1942 году. Испытания начались в 1943 году. Их результаты оказались неутешительными, в результате чего все работы над проектом были сразу же свёрнуты. | 1 переделан (B-24D) |
| C-87 «Либерэйтор Экспресс» | Транспортный вариант B-24, рассчитанный на перевозку двадцати пассажиров. Были разработаны три модификации: - C-87A: Установлены двигатели R-1830-45 вместо −43. Самолёт предназначался для перевозки VIP пассажиров. Число мест в салоне: 16; - C-87B: Сильно вооружённый военный транспорт. Дальше уровня проекта данная модификация не пошла; - C-87C: Американское официальное классификационное название модели RY-3. | 287                 |
| XC-109/C-109               | Летающий танкер со специальным оборудованием для предотвращения воспламенения топлива. | ???                 |
| XF-7                       | Разведывательная модификация самолёта. Самолёт оснащался фотоаппаратурой. Базовой моделью являлся B-24D. | ???                 |
| F-7                        | Разведывательная модификация самолёта. Самолёт оснащался фотоаппаратурой. Базовой моделью являлся B-24H. | ???                 |
| F-7A                       | Разведывательная модификация самолёта. Самолёт оснащался фотоаппаратурой (три камеры в носовой части самолёта, три — в бомбовом отсеке). Базовой моделью являлся B-24J. | ???                 |
| F-7B                       | Разведывательная модификация самолёта. Самолёт оснащался фотоаппаратурой (шесть камер в бомбовом отсеке). Базовой моделью являлся B-24J. | ???                 |
| BQ-8                       | Модификация на базе B-24D, B-24J. Самолёт представлял собой радиоуправляемую летающую бомбу. Разрабатывался для атак на острова Японии. | ???                 |
| Для ВМС США                | |                     |
| PB4Y-1                     | B-24D с отличной от базового варианта носовой турелью. Эта же маркировка в дальнейшем применялась и в отношении всех машин на базе G, J, L и M вариантов, сделанных для ВМС. | ???                 |
| PB4Y-1P                    | Самолёт фоторазведки. Переделанный вариант PB4Y-1. | ???                 |
| PB4Y-2 Privateer           | Патрульный бомбардировщик дальнего радиуса действия. | 740                 |
| P5Y                        | Двухмоторная патрульная версия PB4Y-1. Создан только проект. | 0                   |
| RY-1                       | Морской вариант C-87A. | ???                 |
| RY-2                       | Морской вариант C-87. | ???                 |
| RY-3                       | Транспортный вариант PB4Y-2. | ???                 |

Также непосредственно в войсках на некоторых машинах устанавливали дополнительное количество пулемётов вместо бомбовой нагрузки. Такие самолёты внешне не отличались от обычных бомбардировщиков, но в полёте держались несколько отдалённо от строя, выполняя роль приманки для немецких самолётов. При атаке немецким самолётом его встречал более плотный огонь пулемётов бомбардировщика, что часто приводило к тому, что атаковавший истребитель сбивали.

## Боевое применение

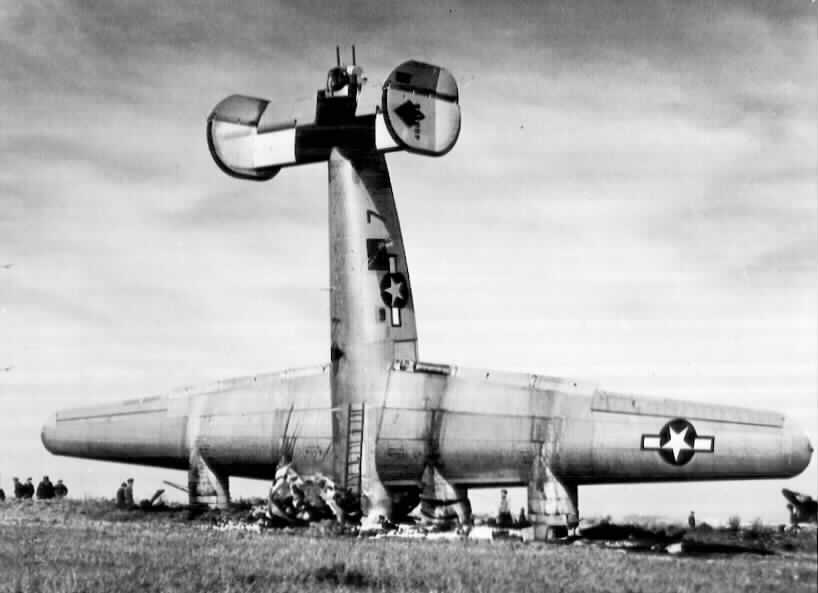

B-24 наряду с B-17 Flying Fortress были основными стратегическими бомбардировщиками американских ВВС и принимали активное участие во всех авианалётах союзников на немецкие города, включая печально известную бомбардировку Дрездена. После капитуляции Германии «Либерейторы» бомбили Токио и ряд других городов Японии, применяя при этом сугубо обычные фугасные бомбы.

## Эксплуатанты
Поставлялся в следующие страны:
 США
- ВВС Армии США[англ.]:
- Hawkins & Powers Aviation (пожарные PB4Y)

 Великобритания
- Royal Air Force[5]: эскадрильи 8, 37, 38, 40, 53, 59, 70, 86, 99, 102, 104, 108, 120, 147, 148, 149, 159, 160, 178, 200, 203, 206, 215, 220, 223, 224, 231, 232, 233, 243, 246, 321, 354, 355, 356, 357, 358, 502, 547, 614.
- British Overseas Airways Corporation (LB-30)
- Scottish Aviation Limited (LB-30)

 Канада
- Королевские ВВС Канады:

 Австралия
- ВВС Австралии:
- Qantas Empire Airways (LB-30)

 Новая Зеландия
- Королевские ВВС Новой Зеландии:

 Южно-Африканский Союз
- ВВС ЮАС: 31-я и 34-я эскадрильи

 Чехословакия
- ВВС Чехословакии: в составе 311-й и 313-й эскадрилий RAF

 Польша
- ВВС Польши: в составе 301-й ("Ziemi Pomorskiej") эскадрильи RAF

 Нидерланды
- ВВС Нидерландов: в составе 321-й эскадрильи RAF

 СССР
- ВВС СССР: Один бомбардировщик был официально поставлен в ноябре 1942 года в соответствии с соглашениями по ленд-лизу. Помимо того, 73 совершивших вынужденную посадку в Европе B-24 различных модификаций были частично восстановлены и около 30 приведены в боеспособное состояние и использовались 45-й тяжёлой (Гомельской) бомбардировочной авиадивизией[6] в послевоенное время для обучения лётчиков 52-го тяжёлого бомбардировочного авиаполка[7][8].

 Франция
- Авиация ВМС Франции: PBY-4
- Ste Alpes Maritime (LB-30)

 Германия
- Люфтваффе: Незначительное число трофейных машин использовалось в 200-й бомбардировочной эскадре[англ.] люфтваффе.

 Италия
- Regia Aeronautica: захваченный в феврале 1943 года после вынужденной посадки на Сицилии B-24D (41-23659), после изучения в испытательном центре Гвидония был в июне того же года передан в Рехлин.

 Румыния
- Королевские Румынские ВВС: имелось несколько трофейных самолётов, один захвачен в августе 1943, ещё два в апреле 1944-го, позже прибавились другие и планировалось создать из них эскадрилью, но на момент переворота в августе того же годапригодными к полёту были лишь 3 B-24Ds и 1 B-24J.

 Португалия
- ВВС Португалии: за годы войны в Португалии по различным причинам совершили вынужденную посадку 6 B-24, все они после ремонта использовались в национальных ВВС.

 Турция
- ВВС Турции: из севших в Турции 11 B-24, 5 после ремонта служили в национальных ВВС.

 Китайская Республика
- ВВС Китайской Республики[9]: по ленд-лизу в 1944-45 гг было поставлено 138 самолётов, фактически до конца войны получено 37 B-24M. Ещё 48 B-24M получены позже, применялись в гражданской войне.

 Китай
- ВВС КНР — в 1949 году в Наньюань был захвачен один B-24, который использовался в ВВС КНР. По другим данным трофейных самолётов всего было 2.

 Индия

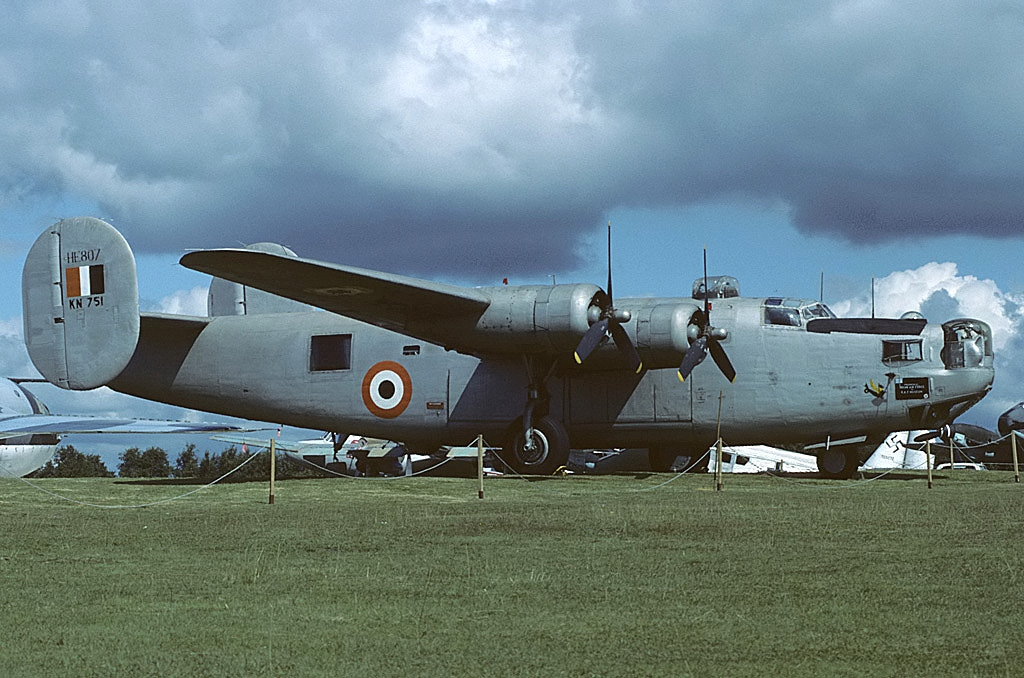
Consolidated B-24L Liberator

- ВВС Индии: Consolidated B-24L Liberator после обретения независимости в 1947 году, ремонтным службам удалось восстановить от 37 до 42 самолётов, оставшихся от британских ВВС, позже они служили в эскадрильях №№ 5, 6 и 16[10] до списания в 1968 году.

 Королевство Греция
- Hellenic Airlines (LB-30): SX-DAA "Maid of Athens" и SX-DAB.

 Марокко
- ACANA (LB-30)

 Никарагуа
- ВВС Никарагуа: 2 бывших американских B-24D применялись в ВВС в 1950-е гг, в начале 1960-х проданы коллекционерам в США.

 Гондурас
- ВВС Гондураса: PBY-4

 Парагвай
- Alas Guaraníes S.A.: 1 PB4Y, переделанный в грузовой

 Бразилия (?)
 Южный Вьетнам
- (LB-30)

## Тактико-технические характеристики (B-24J)

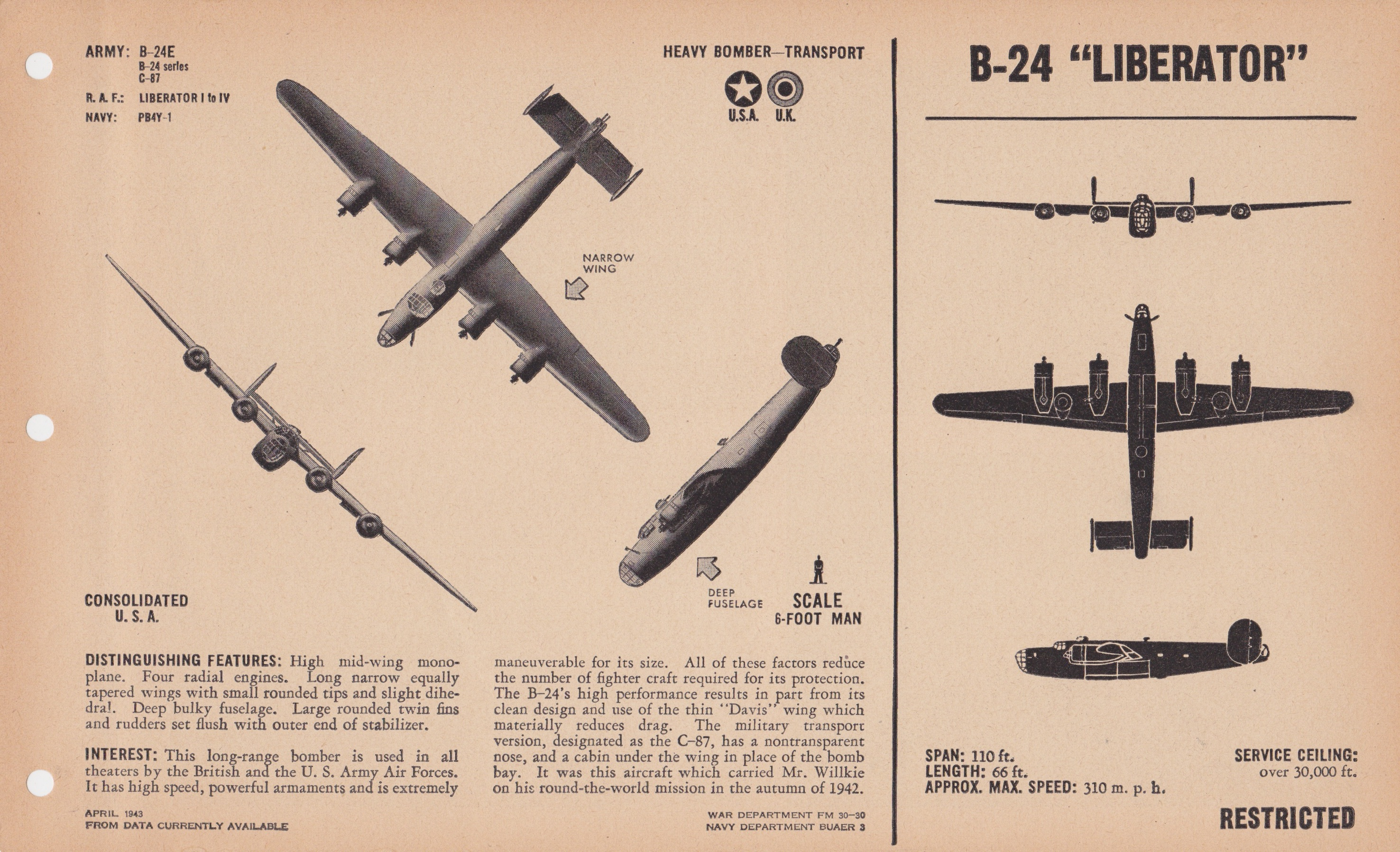

### Технические характеристики
- Экипаж: 7-10 человек
- Длина: 20,6 м
- Размах крыла: 33,5 м
- Высота: 5,5 м
- Площадь крыла: 97,4 м²
- Коэффициент удлинения крыла: 11,55
- Масса пустого: 16 590 кг
- Масса снаряжённого: 25 000 кг
- Максимальная взлётная масса: 29 500 кг
- Двигатели: 4× радиальных с турбонаддувом Pratt & Whitney R-1830 мощностью 1200 л. с. (900 кВт) каждый
- Коэффициент лобового сопротивления при нулевой подъёмной силе: 0,0406
- Эквивалентная площадь сопротивления: 3,95 м²

### Лётные характеристики
- Максимальная скорость: 470 км/ч
- Крейсерская скорость: 346 км/ч
- Посадочная скорость: 153 км/ч

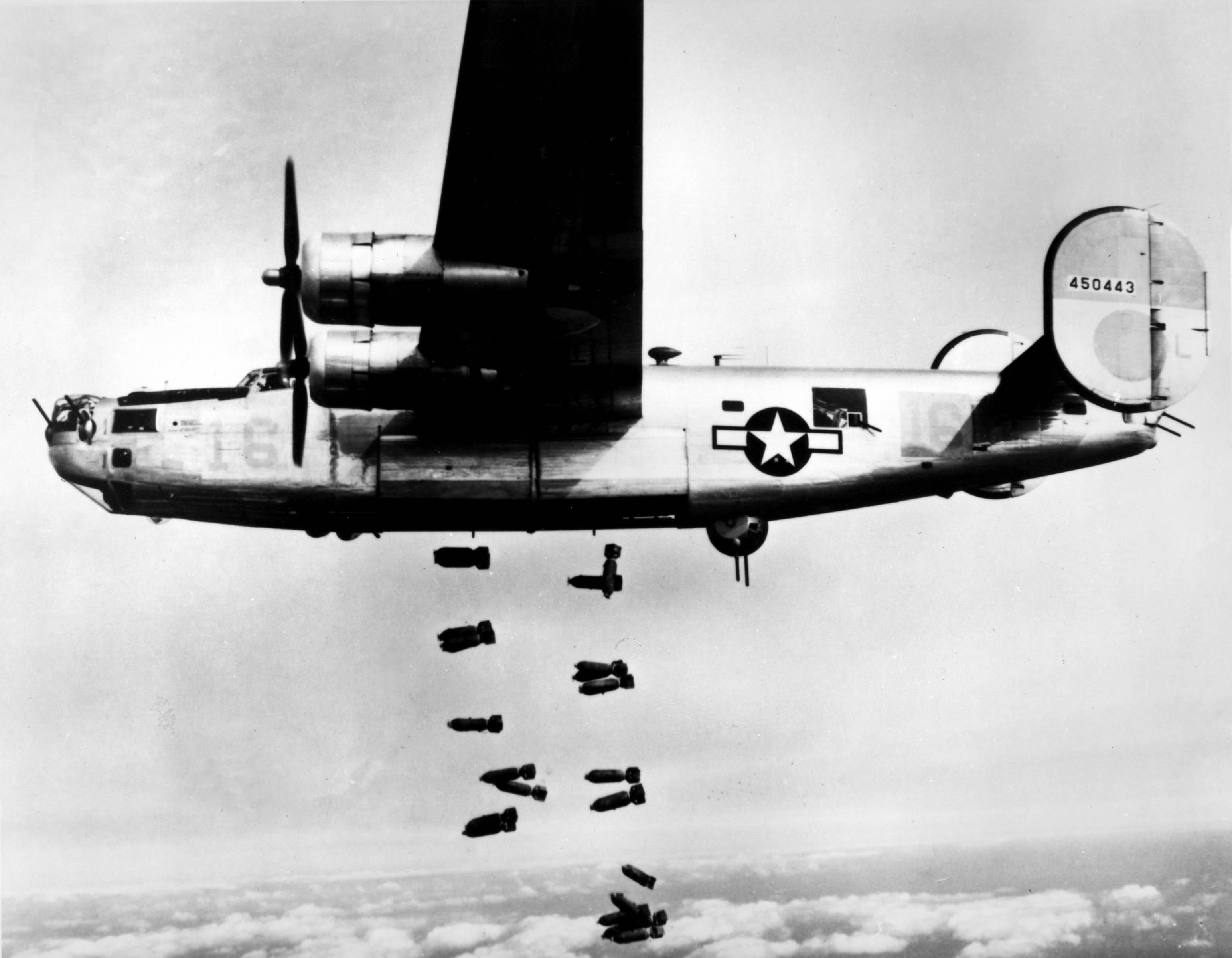
B-24M-1FO (44-50443), над Германией 19 марта 1945 г.

- Боевой радиус: 2 850 км (при скорости 381 км/ч на высоте 7600 м с нормальной заправкой и максимальной бомбовой нагрузкой)
- Перегоночная дальность: 6 000 км
- Практический потолок: 8 500 м
- Скороподъёмность: 5,2 м/с
- Нагрузка на крыло: 256 кг/м²
- Тяговооружённость: 144 Вт/кг
- Аэродинамическое качество самолёта: 12,9

### Вооружение
- Пулемётное вооружение: 10 × 12,7-мм (.50 BMG) пулемётов Browning M2
- Бомбовая нагрузка (при радиусе действия):
  - до 643 км (400 миль): 3600 кг
  - до 1287 км (800 миль): 2300 кг
  - до 1931 км (1200 миль): 1200 кг